# Rectogerochammina
Rectogerochammina es un género de foraminífero bentónico de la familia Prolixoplectidae, de la superfamilia Verneuilinoidea, del suborden Verneuilinina y del orden Lituolida. Su especie tipo es Rectogerochammina eugubina. Su rango cronoestratigráfico abarca el Campaniense inferior y medio (Cretácico superior).

## Discusión
Clasificaciones previas hubiesen incluido Rectogerochammina en el suborden Textulariina del orden Textulariida, o en el orden Lituolida sin diferenciar el suborden Verneuilinina.

## Clasificación
Rectogerochammina incluye a la siguiente especie:
- Rectogerochammina eugubina